# Teton (Idaho)
Teton – miasto w Stanach Zjednoczonych, w stanie Idaho, w hrabstwie Fremont.